# Hüttenwald

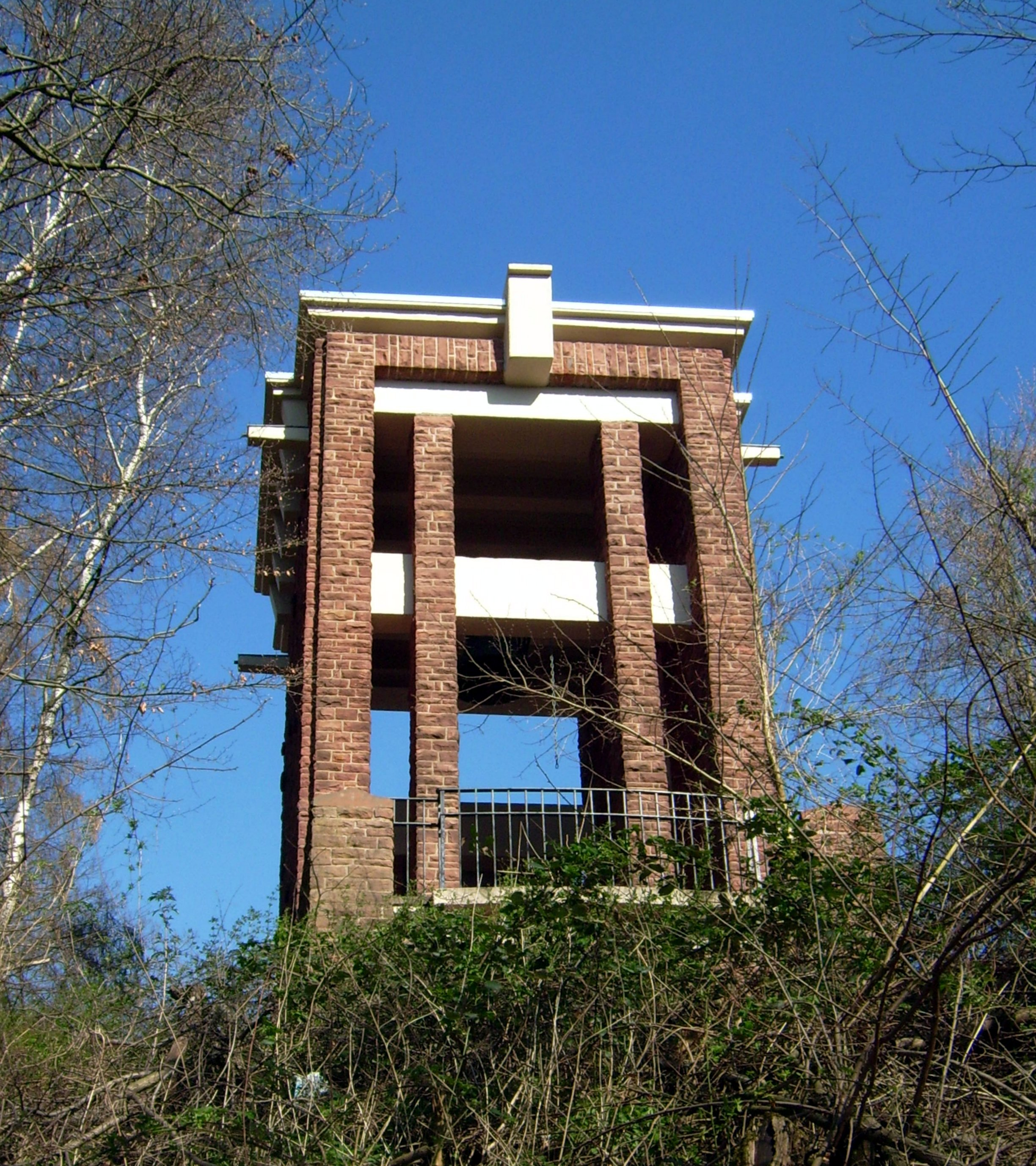
1957 wieder aufgebautes Ehrenmal

Der Hüttenwald ist ein etwa 300 Hektar großes Mischwaldgebiet nordöstlich von Dillingen im Landkreis Saarlouis im Saarland. Der Wald verdankt seinen Namen der Dillinger Hütte, in deren Besitz er sich befindet.

## Geographie

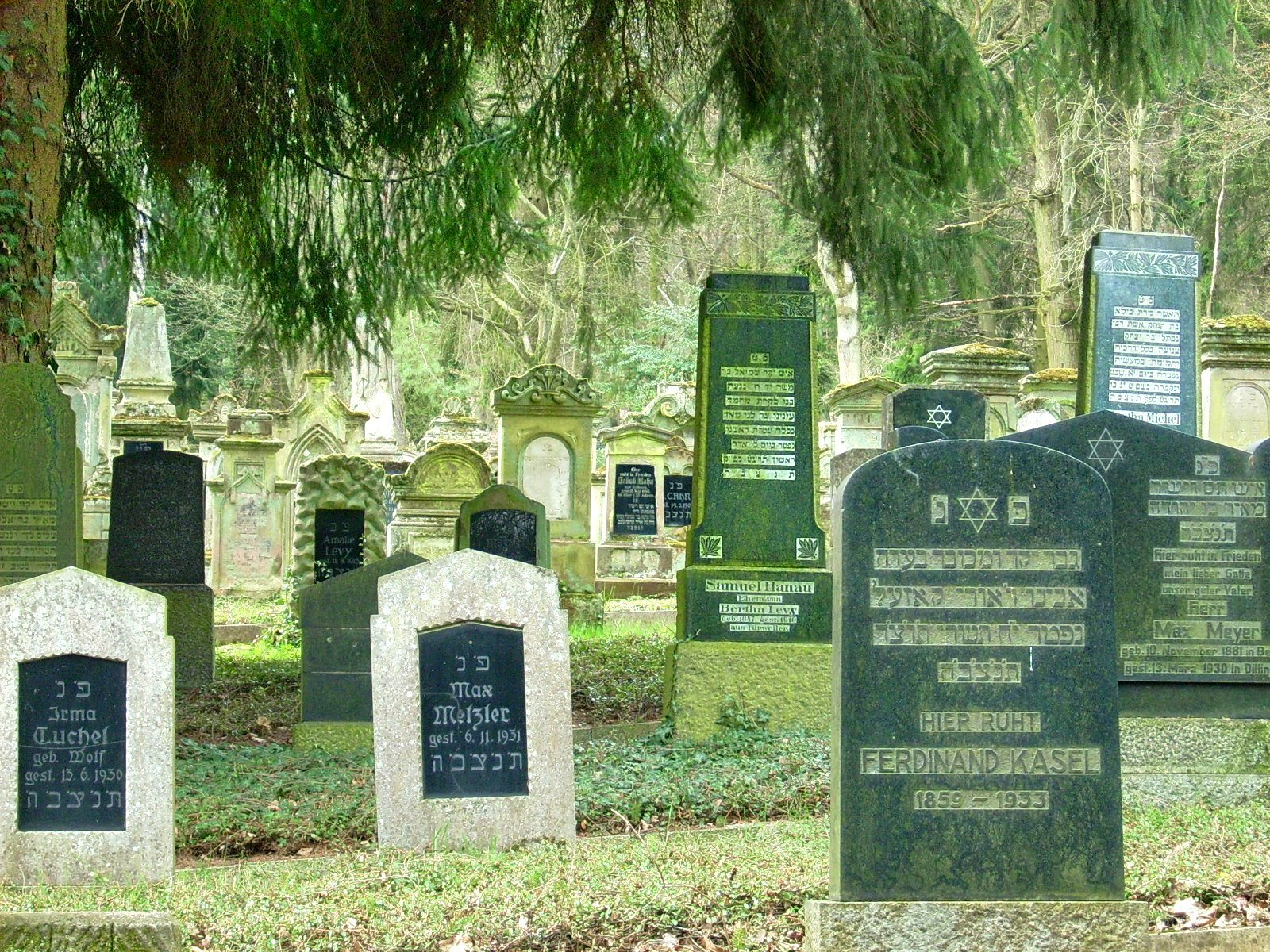
Jüdischer Friedhof

Der Wald erhebt sich etwa 50 m über das Niveau der Stadt. Er wird im Süden von Dillingen, im Westen von der B51 und im Osten von Diefflen begrenzt. Am östlichen Rand befindet sich der Jüdische Friedhof. Der Hüttenwaldbach speist den Haienbach, der in südwestlicher Richtung in das Saartal fließt.

## Geologie
Der mürbere mittlere Buntsandstein wird vom härteren karbonatisch oder tonig aufgebauten oberen Buntsandstein überdeckt. Darüber liegen wiederum Muschelkalkschichten, Mergel mit Anhydrit und Gips. Durch Flüsse verursachte terrassenartige Ablagerung von Schotter und jüngere Auelehme kommen in verschiedenen Höhen vor.

## Geschichte

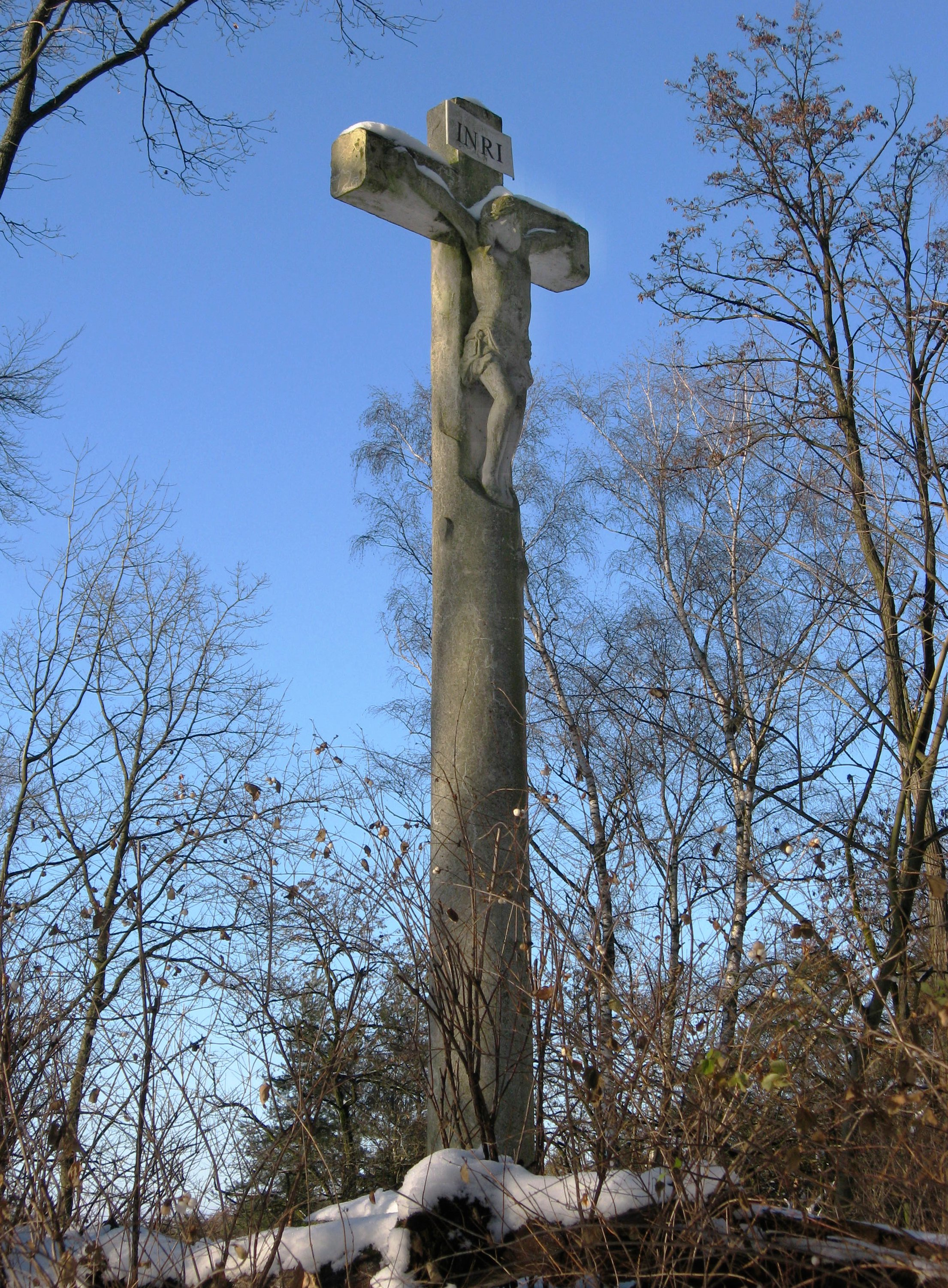
Von Pfarrer Schmitt errichtetes Kreuz

Der westliche Ausläufer des durch den Wald bedeckten Höhenzugs diente als Galgenberg. Nachdem die mittlere Gerichtsbarkeit Ende des 18. Jahrhunderts von den staatlichen Organen übernommen worden war, errichtete Pfarrer Philipp Schmitt, 1837 an Stelle des letzten von Madame Lasalle 1750 errichteten Galgens ein steinernes Kruzifix, das fortan Ziel der Fronleichnamsprozession war. So wandelte sich der Flurname von Galgenberg in Heiligenberg. Das Kreuz musste dem 1934 errichteten Ehrenmal weichen, wurde in östlicher Richtung 60 Meter versetzt und konnte so Ende des Zweiten Weltkriegs den Artilleriebeschuss unbeschadet überstehen, dem das Ehrenmal zum Opfer fiel.

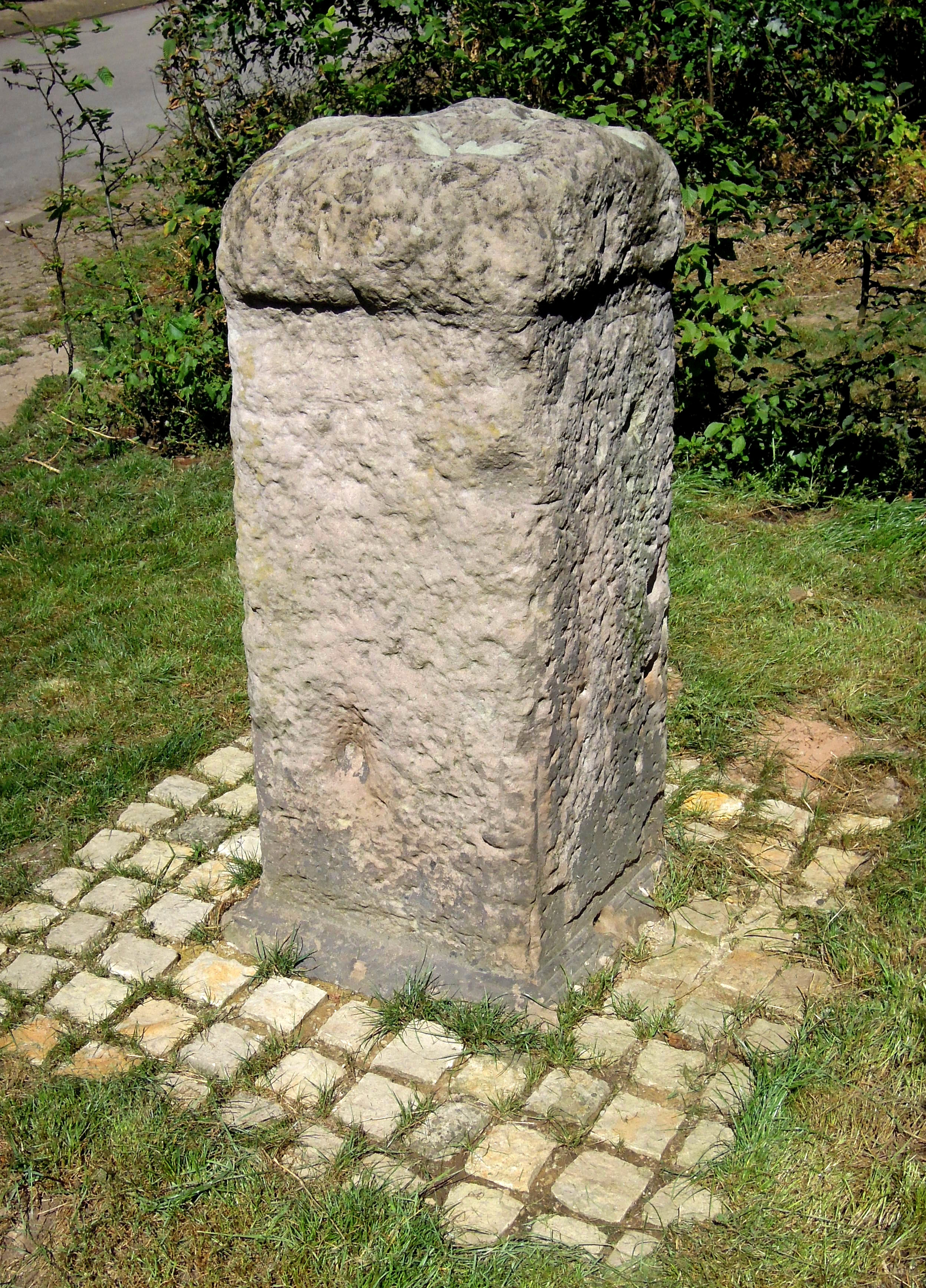
Dimmerstein

Am 20. Mai 1844 wurde der beim Bau von St. Johann beschäftigte Maurer Johann Reinert am Waldrand vom Blitz erschlagen. Pfarrer Schmitt errichtete an dieser Stelle einen Gedenkstein und meißelte selbst Name und Beruf des Toten, ein Gebet sowie dessen Standeszeichen Kelle, Hammer und Winkel in die Seiten. Im Zweiten Weltkrieg wurde der Stein durch Artilleriebeschuss aus dem Boden gerissen, später jedoch an gleicher Stelle wieder eingesetzt. Infolge von Verwitterung und der Kriegseinwirkungen sind die Inschriften nicht mehr zu erkennen. Der Stein wird, inspiriert durch den Anlass seiner Errichtung, „Dimmerstein“ genannt, die regionale Bezeichnung für Donnerkeil. Dimmerstein wurde dann auch zum Flurnamen. Schräg gegenüber des Dimmersteins befindet sich ein übererdeter Bunker, in dem nach Kriegsende mehrere Kinder beim Spielen mit einer Panzerfaust ums Leben.
Der dem heutigen Ehrenmal ähnliche Vorgängerbau wurde von Ludwig Nobis für die Gefallenen des Ersten Weltkriegs gestaltet. Am 12. Juni 1934 wurde von Funktionären der SWV (Saarländische Wirtschaftsvereinigung), KPD und SPD die Sprengung des Ehrenmals noch vor seiner Einweihung geplant. Ziel der Aktion war Unruhestiftung, um den Einmarsch französischer Truppen zu provozieren und damit die Rückgliederung des Saargebiets an Deutschland zu verhindern.

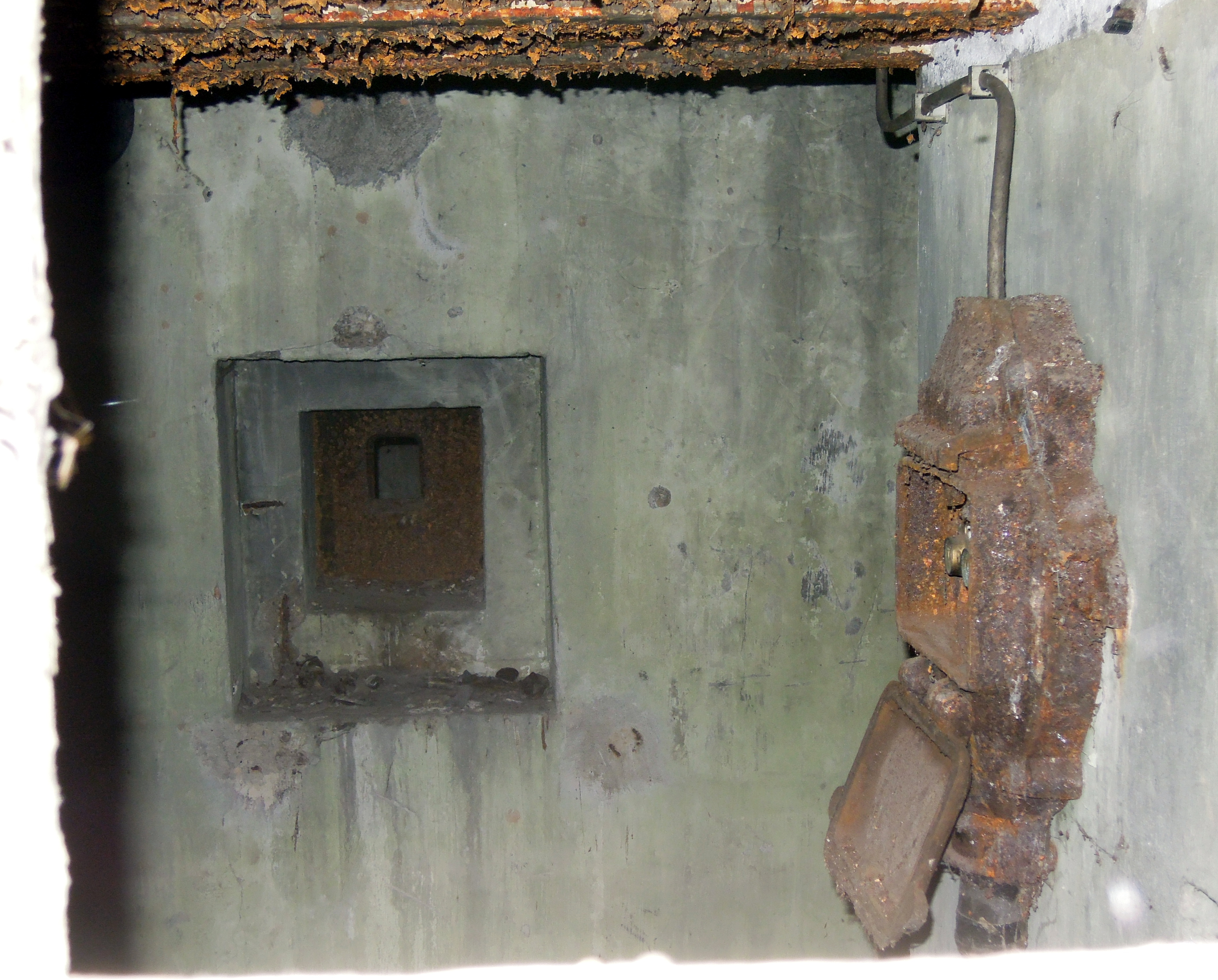
Bunker wenige Meter neben dem Ehrenmal

In der Nacht vom 8. zum 9. Dezember 1944 überquerte ein amerikanisches Bataillon von Itzbach kommend die Saar und anschließend die Eisenbahnschienen. In der Morgendämmerung erfolgte, unterstützt durch zwei weitere Bataillone, 300 Meter nördlich von Dillingen, ein Angriff. Ziel war die Einnahme des südwestlichen Teils des Hüttenwalds. Die deutschen Bunker, wovon sich einer wenige Meter neben dem Ehrenmal befindet, verhinderten einen schnelles Vorankommen. In der Abenddämmerung erreichte die amerikanische Infanterie jedoch ein Gebiet 60 Meter vom Haienbach entfernt.
Die verstorbenen Zwangsarbeiter wurden in dem am östlichen Waldrand gelegenen Jüdischen Friedhof bestattet.

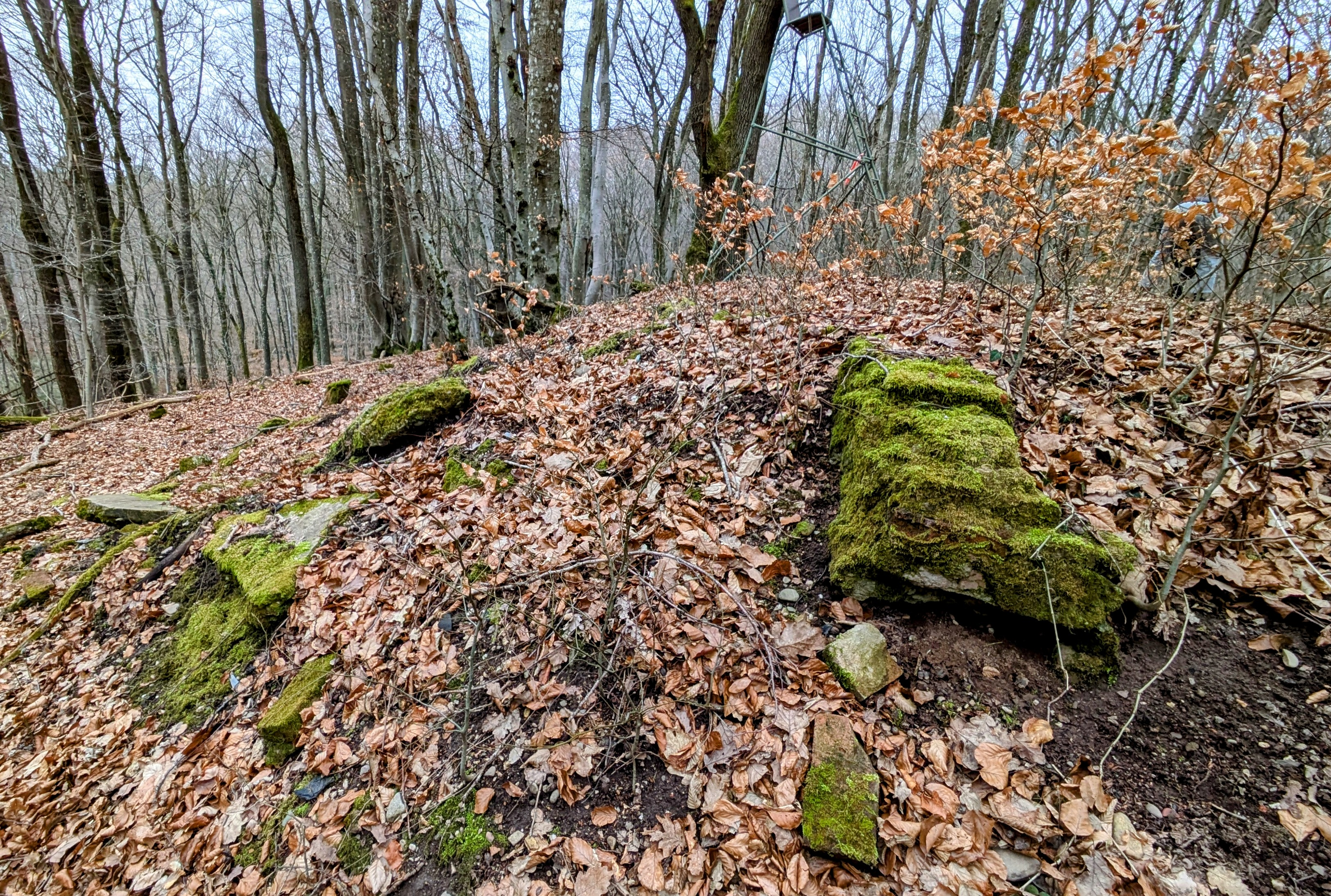
Fundamentreste des „Jagdschlösschen“

Nach den heftigen Kämpfen im Dezember 1944 stellte die starke Verminung des Waldes durch Panzer-, Fahrzeug- und Personenminen eine große Gefahr dar. Nach der Minenräumung fand 1948 die erste Treibjagd statt. Die Jagdgesellschaft bestand aus Direktoren, Aktionären und Offizieren der französischen Besatzer. Das Schüsseltreiben der Treibjagden wurde ursprünglich im Hof des Dillinger Schlosses abgehalten. Nachdem das Schloss in Wohnungen für Angestellte und die Pferdeställe in Wohnungen für Arbeiter der Dillinger Hütte umgewandelt wurden, baute man in den 1920er Jahren für jagdliche Zwecke zwei Holzhäuser im Hüttenwald. Für Einzeljagden stand das „Jagdschlösschen“ mit Übernachtungsmöglichkeiten für das Schüsseltreiben, das Holzhauerhaus zur Verfügung. Auch dort gab es Übernachtungsmöglichkeiten für die Holzhauer, wenn sie nicht im Schlafhaus der Papiermühle übernachteten. In unmittelbarer Nähe des Holzhauerhauses verlief ein durch den Wald führender Minengürtel, der erst 1949 komplett geräumt wurde. Nach Kriegsende wollte eine Bauersfrau einen von der Wehrmacht am 17. März 1945 zurückgelassenen Pferdeanhänger bergen und geriet dabei in den Minengürtel. Ihr wurde ein Bein zerrissen, das sie abband. Mit einem der beiden mitgebrachten Pferde ritt sie zurück.
Das wiedererrichtete, von Richard Eberle gestaltete Ehrenmal wurde 1958 am Tag der Deutschen Einheit durch Pastor Matthias Weiland eingeweiht. In der anschließenden Festrede sprachen der Kultusminister Franz-Josef Röder und der Schlachtflieger Hans-Ulrich Rudel.

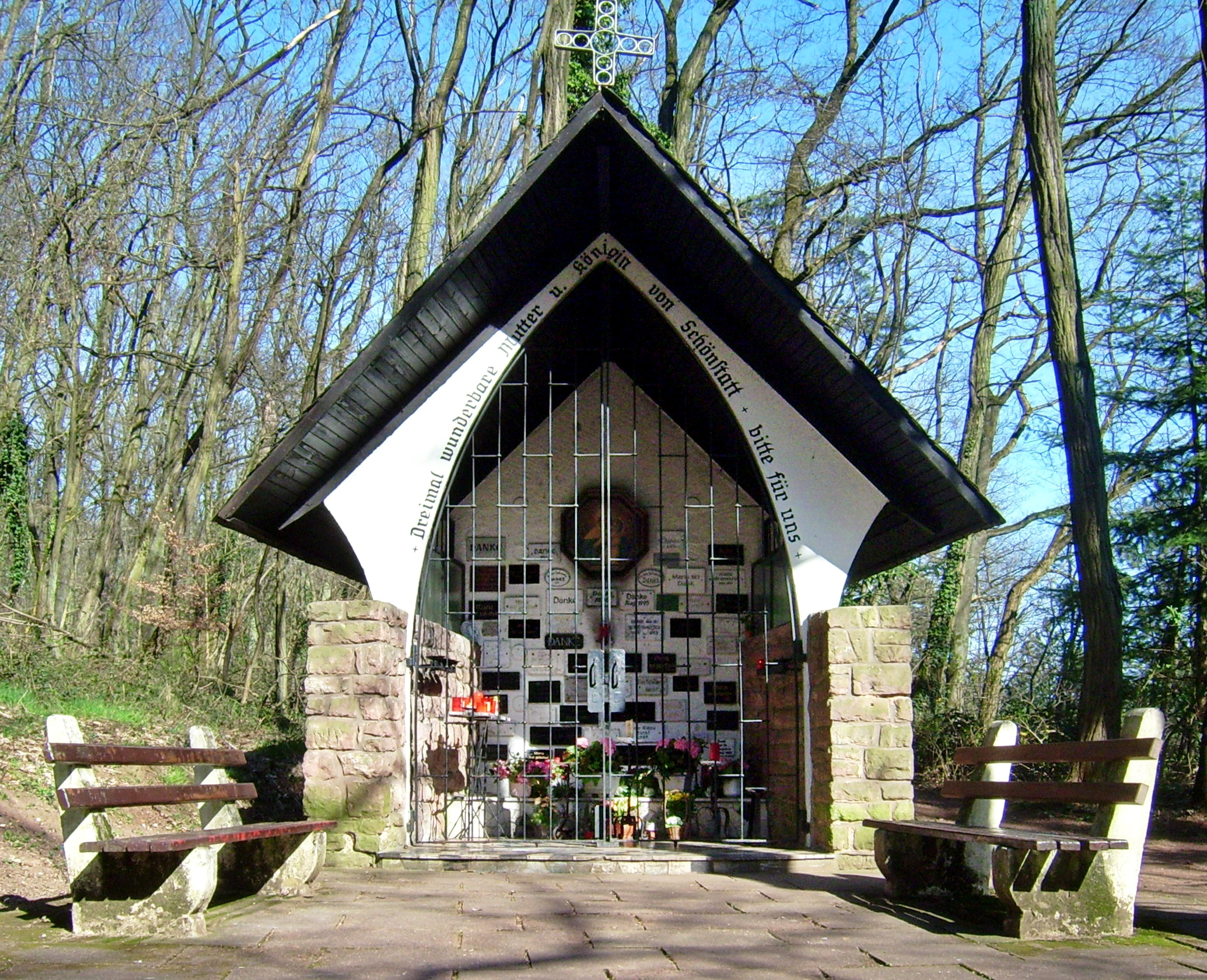
Marienkapelle „Bildchen“

Unmittelbar am südlichen Waldrand wurde von Jungmännern der Schönstattbewegung nach dem Krieg das „Bildchen“, eine Marienkapelle, errichtet, an der mittlerweile viele Votivtafeln angebracht sind.
Am 28. Juli 2008 hat ein 32-jähriger Obdachloser einen anderen 24-jährigen ebenfalls Obdachlosen während eines Saufgelages im Ehrenmal mit 46 Messerstichen getötet. 2010 wurde der Täter zu 10 Jahren Haft verurteilt.

## Nutzung
Die weicheren Sandsteine wurden in Sandgruben abgebaut, der härtere Sandstein zur Gewinnung von Bruchsteinen genutzt. Der terrassenartig vorkommende Lehm wurde in Ziegeleien verarbeitet. Auch der Kies fand Verwendung. Die im Wald gewonnene Holzkohle wurde bis zum Beginn des Steinkohleabbaus
im naheliegenden Hüttenwerk verwendet. Gelegentlich kommt das Holz noch beim Anfahren der Hochöfen der Dillinger Hütte zum Einsatz. Heute dient der Wald als Naherholungsgebiet; ein 3,7 km langer Rundweg ist für Rollstuhlfahrer geeignet.